# Курди
Курди (курд. کورد) су етничка група из Средњег истока, која претежно насељава подручје које обухвата дијелове југоисточне Турске (Северни Курдистан), сјевернозападног Ирана (Источни Курдистан), сјеверног Ирака (Јужни Курдистан) и сјеверне Сирије (Западни Курдистан). Курди су културолошки, историјски и лингвистички класификовани као дио иранских народа.
Глобално, процјењује се да Курда укупно има негдје од 30 до чак 45 милиона, од чега огромна већина живи у региону који се назива Курдистан. Међутим, значајне заједнице курдске дијаспоре живе на западу Турске, нарочито у Истанбулу. Скорашка курдска дијаспора развијена је у западним земљама, посебно у Њемачкој. Курди су већинско становништво у аутономној регији Ирачки Курдистан и значајна су мањинска група у Турској, Ирану и Сирији, гдје курдски националистички покрет потражује већу аутономију и права.

## Језик
| Северни (Курманџи) Централни (Сорани) Јужни (Пелвани) | Заза Горани Мешана подручја |

Курдски језик је збир сродних дијалеката којим говоре Курди. Углавном се говори у дијеловима Ирана, Ирака, Турске и Сирије који чине Курдистан. Курдски језик у Ираку има статус службеног језика заједно са арапским језиком, у Ирану је признат као регионални језик, док је у Јерменији мањински језик.
Курдски језици припадају сјеверозападној грани иранских језика, који припада индоиранској грани индоевропских језика.
Већина Курда говори два или више језика, већински језик државе из које долазе, као што је арапски, персијски и турски, који су им други језик поред матерњег курдског језика, док припадници заједница из расељења говоре три или више језика.
Према Макензију, постоји неколико језичких особина које посједују сви курдски дијалекти и које не дијеле са осталим иранским језицима.
Курдски дијалекти према Макензију су класификовани у сљедеће групе:
- Сјеверна група (курманџи дијалектска група),
- Средишња група (дио сорани дијалектске групе) и
- Јужна група (дио сорани дијалектске групе) укључујући кирмашански, ардалански и лаки.

Зазе и Горани су етнички Курди, али заза-горани језици нису класификовани као курдски језици.
Коментаришући разлике између курдских дијалеката, Крејенброк их је класификовао на другачији начин, курманџи и сорани су различити као енглески и њемачки, наводећи примјер да курманџи има граматички пол и свршетак радње, док сорани то нема, теорију да су курманџи и сорани „дијалекти” једног језика подржава чињеница да имају заједничко поријекло и чињеница да је такво мишљење одржава осјећај етничког идентитета и јединства Курда.

## Становништво
Број Курда који живи у јужној Азији процјењује се на приближно 30 милиона, са још 1—2 милиона у расељењу. Курди чине 18—20% становништва Турске, а највиша могућа процјена је 25%, чине 15—20% становништва Ирака, 10% становништва Ирана и 9% становништва Сирије. Курди чине регионалну већину у све четири земље (Турски Курдистан, Ирачки Курдистан, Ирански Курдистан и Сиријски Курдистан). Курди су четврта највећа етничка група у западној Азији, послије Арапа, Персијанаца и Турака.
Укупан број Курда 1991. године био је 22,5 милиона, од чега је 48% живјела у Турској, 18% у Ираку, 24% у Ирану и 4% у Сирији.
Од 1,5 милиона Курда који су недавно емигрирали у западне земље, половина је емигрирала у Њемачку.
Посебан случај је курдско становништво у Закавказју и средњој Азији, које је тамо расељено у вријеме Руске Империје, које су прошло самосталан развој током више од једног вијека и које је развило сопствени етнички идентитет. Становништво ове скупине је 1990. године процјењено на приближно 400 хиљада.

## Историја
У античко доба, земље настањене Курдима биле су у саставу Међанског краљевства. Потом улазе у састав Персије, у оквиру које ће се налазити током већег дела историје, са изузетком краћих временских периода када су биле под управом различитих освајача — Македонаца, Јермена, Арапа, Селџука, Монгола, Османлија, итд. У 2. и 1. веку п. н. е., постојале су независне курдске краљевине Кордуена (Corduene) и Софена (Sophene). Муслиманска владарска династија Ајубида, која је владала на Блиском истоку од 12. до 14. века, била је курдског порекла.
Од 16. до 18. века, Персија и Османско царство се споре око контроле над западним курдским земљама, да би оне у 18. веку дефинитивно припале Османском царству. Источне курдске земље остају у саставу Персије (данашњег Ирана) све до данас. Упркос номиналној османској и персијској власти, на подручју курдских земаља је, од 16. до 19. века, постојао читав низ фактички независних и аутономних курдских краљевина и кнежевина, од којих су значајније биле Бабан, Соран, Бохти, Хакари, Бајазид, Дожик и Ардалан.
- Краљевина Кордуена, око 60. п. н. е.
- Римска зависна држава Кордуена, 31. п. н. е.
- Курдске државе око 1835. године

Миром у Севру из 1920. године било је предвиђено стварање независног Курдистана, састављеног од курдских земаља са подручја данашње Турске и Ирака. Због Ататуркове националистичке побуне, мир потписан у Севру није имплементиран, тако да је, уместо стварања независног Курдистана, подручје Курда подељено између Турске и Ирака. Упркос оваквом исходу мировних преговора, Курди су формирали две фактички независне непризнате државе под називом Краљевина Курдистан. Прва је формирана на северу Ирака и постојала је од 1921. до 1924. године, док је друга формирана на подручју Турске 1925. али је исте године и престала да постоји.
- Предложене границе курдске државе према мировном уговору у Севру 1920. године
- Краљевина Курдистан 1923. године

Мање покушаје остварења курдске државности представљало је формирање аутономне области Црвени Курдистан (1923—1929. године) и Округа Курдистан (1930. године) на подручју совјетског Азербејџана, формирање курдске Републике Арарат (1927—1930. године), формирање Курдске Демократске Републике са седиштем у Махабаду, на подручју западног Ирана (1946. године) и формирање курдске Републике Лачин (1992. године).
- Аутономни Црвени Курдистан у совјетском Азербејџану, 1923—1929. године
- Курдска Република Махабад, 1946—1947. године

Историја модерне курдске државности почиње стварањем Курдског аутономног региона у Ираку 1970. године. Од 1991. до 2003. овај регион је био фактички независан, да би се потом интегрисао у састав Ирака, као територија са веома високим степеном аутономије. Овај регион данас ужива потпуну самоуправу у саставу Ирака, има сопствене оружане снаге и право да одржава међународне односе са другим државама без уплитања Багдада. Иако се нису изборили за потпуну независност, Курди су успели да се изборе за равноправан статус у оквиру Ирака, у којем данас више нису национална мањина, већ државотворни народ.
Између Турске и турских Курда води се од 1984. оружани сукоб ниског интензитета.
2013. године, током Грађанског рата у Сирији, сиријски Курди су формирали свој аутономни регион познат као Западни Курдистан или Рожава.
- Аутономни Курдистан 1975. године
- Данашњи аутономни Курдистан у саставу Ирака
- Прокламоване границе Јужног Курдистана у Ираку и Западног Курдистана у Сирији. Ирачки и сиријски Курди политички и војно контролишу велики део ових територија

## Политика
Курда, према проценама, има око 35 милиона, што их чини једном од највећих етничких група без матичне независне националне државе. У XX веку су Турска, Иран и Ирак често гушили курдске устанке. После свргавања Садама Хусеина, Курди на северу Ирака су добили аутономни регион над којим имају потпуну (политичку и војну) управу, а око коначних граница овог региона Курди воде спор са ирачким Арапима (централно питање овог спора је око припадности града Киркука курдском региону).